# Hébertisté
Hébertisté byli stoupenci Jacquesa Héberta, radikálně levicového revolučního novináře, který působil v Zákonodárném národním shromáždění a Národním konventu během Velké francouzské revoluce. Hébertisté byli radikální křídlo klubu kordeliérů a pokračovatelé zběsilých.
Byli zanícení zastánci kultu Rozumu, podporovali použití síly k dechristianizaci Francie a byli proti kultu Nejvyšší bytosti. Hébertisté byli také hlavními organizátory pádu girondistů v červnu 1793 požadujíce rozšíření revolučních válek jak ve Francii, tak po Evropě. Vyvíjeli nátlak na Národní konvent za přijetí radikálních opatření, jak politických (loi des suspects, 17. září 1793), tak ekonomických (loi du maximum général, září 1793).
Výbor pro veřejné blaho, stále více znepokojen radikálními požadavky, nařídil zatčení hébertistů a vůdci hnutí včetně Jacquesa Héberta byli popraveni gilotinou. Sansculoti byli jejich zmizením naprosto dezorientováni.

## Hlavní hébertisté
- Jacques Hébert
- Jacques-Claude Bernard
- Pierre-Gaspard Chaumette
- François Chabot
- Anacharsis Cloots
- Pierre-Ulric Dubuisson
- Jean-Baptiste-Joseph Gobel
- Collot d'Herbois
- Stanislas-Marie Maillard
- Jacob Pereira
- François-Nicolas Vincent